# Anton Ulrich van Brunswijk-Wolfenbüttel (1714-1774)

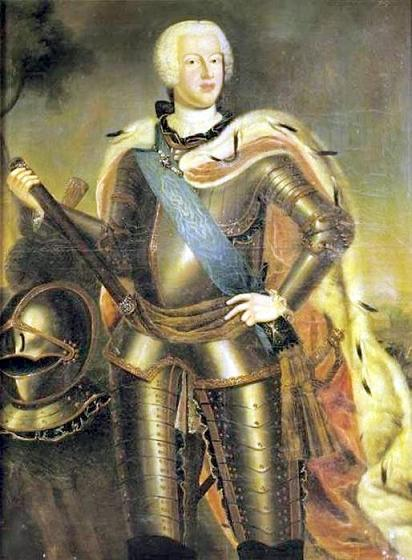
Anton Ulrich van Brunswijk-Wolfenbüttel.

Anton Ulrich van Brunswijk-Wolfenbüttel (Russisch: Антон Ульрих Брауншвейгский, Anton Ulrich Braunsjeveijgskiij) (Bevern, 28 augustus 1714 – Cholmogory, 4 mei 1774) was van 1740 tot 1741 generalissimus van het Russische leger. Hij behoorde tot het Nieuwere Huis Brunswijk.

## Levensloop
Anton Ulrich was de tweede zoon van hertog Ferdinand Albrecht II van Brunswijk-Bevern uit diens huwelijk met Antoinette Amalia, dochter van hertog Lodewijk Rudolf van Brunswijk-Wolfenbüttel.
In 1733 reisde hij naar Sint-Petersburg, op vraag van tsarina Anna van Rusland, die hem had gekozen als echtgenoot voor haar nicht Anna Leopoldovna (1718-1746). Hij kreeg in Riga een eigen kurassiersregiment toegewezen.
Het huwelijk van Anton Ulrich en Anna Leopoldovna vond pas in 1739 plaats. Hun oudste zoon Ivan VI werd door tsarina Anna tot haar erfopvolger benoemd. Ze bepaalde dat Ernst Johann Biron na haar dood regent van Ivan zou worden en hield Anton Ulrich en Anna Leopoldovna ver weg van alle regeringszaken. 
Nadat tsarina Anna in oktober 1740 was overleden, voerde Anton Ulrich al snel een samenzwering tegen Biron. Hij zorgde ervoor dat die veroordeeld werd voor hoogverraad en majesteitsschennis, zodat Biron uit al zijn ambten werd ontheven en naar Siberië werd verbannen. Na de val van Biron werd Anna Leopoldovna regentes voor haar zoon Ivan en benoemde ze Anton Ulrich tot generalissimus van het Russische leger.
Anton Ulrich en zijn echtgenote waren echter kortstondig aan de macht. In de nacht van 6 december 1741 pleegde Elisabeth Petrovna, een dochter van de Russische tsaar Peter de Grote, een staatsgreep. Anton Ulrich en Anna werden van hun functies ontheven en gevangengezet. Hun zoon Ivan VI werd ook gevangengezet, maar op een andere plek dan zijn ouders en zag hen nooit meer terug. Eerst zaten Anton Ulrich en Anna gevangen in de citadel van Riga, daarna in Dünamünde en ten slotte in Cholmogory in het gouvernement Archangelgorod, waar Anna Leopoldovna in 1746 stierf.
In 1762 kreeg Anton Ulrich van de nieuwe tsarina Catharina II het aanbod om Rusland te verlaten, op voorwaarde dat hij zijn kinderen achterliet, maar hij weigerde. Als gevolg bleef hij voor de rest van zijn leven in Cholmogory, waar hij in mei 1774 op 59-jarige leeftijd stierf. Tegen het einde van zijn leven was hij zo goed als volledig blind. Zijn zoon Ivan VI was reeds in 1764 vermoord in Sjlisselburg. Zijn vier overige kinderen bleven in gevangenschap, tot ze in 1780 door Catharina II werden vrijgelaten en naar Denemarken werden gestuurd. Daar leidden ze in Horsens in Jutland een teruggetrokken leven. 

## Nakomelingen
Anton Ulrich en Anna Leopoldovna kregen vijf kinderen:
- Ivan VI (1740-1764), tsaar van Rusland
- Catharina (1741-1807)
- Elisabeth (1743-1782)
- Peter (1745-1798)
- Aleksej (1746-1787)